# Lijst van beschermd erfgoed in de gemeente Niederanven
In deze lijst van beschermd erfgoed in de gemeente Niederanven zijn alle geclassificeerde nationale monumenten van de Luxemburgse gemeente Niederanven opgenomen.

## Monumenten per plaats

### Hostert
| Object                                       | Bouwjaar/architect | Locatie       | Datum beschermd?      | Coördinaten | Afbeelding |
| -------------------------------------------- | ------------------ | ------------- | --------------------- | ----------- | ---------- |
| Kerkhofkapel van Hostert                     | ?/Antoine Hartmann |               | 27 december 1976 (MN) |             |            |
| Gebouw met het plein en de aangrenzende tuin |                    | Andethana 111 | 6 september 1989 (IS) |             |            |

### Niederanven
| Object                                                                         | Bouwjaar/architect | Locatie     | Datum beschermd?   | Coördinaten | Afbeelding |
| ------------------------------------------------------------------------------ | ------------------ | ----------- | ------------------ | ----------- | ---------- |
| De percelen van het staatsbos                                                  |                    |             | 29 april 1966 (MN) |             |            |
| De laan van kastanjebomen langs de weg RN1 in Niederanven, de volledige omvang |                    | langs de N1 | 8 april 1966 (MN)  |             |            |

### Oberanven
| Object                              | Bouwjaar/architect | Locatie | Datum beschermd?  | Coördinaten | Afbeelding |
| ----------------------------------- | ------------------ | ------- | ----------------- | ----------- | ---------- |
| Terreinen op verschillende percelen |                    |         | 23 juni 1973 (IS) |             |            |

## Bron
- Liste des immeubles et objets classés monuments nationaux ou inscrits à l'inventaire supplémentaire